# Communauté territoriale d'Apostolove
La communauté territoriale d'Apostolove (en ukrainien : Апостолівська міська громада) est une communauté territoriale de ville du raïon de Kryvyï Rih située dans l'oblast de Dnipropetrovsk en Ukraine.